# Gabon a 2020. évi nyári olimpiai játékokon
Gabon a japán Tokióban megrendezett 2020. évi nyári olimpiai játékok egyik részt vevő nemzete volt. Az országot az olimpián 4 sportágban 5 sportoló képviselte, akik érmet nem szereztek.

## Atlétika
Férfi
| Versenyző         | Versenyszám | Selejtező | Selejtező | Selejtező | Előfutam | Előfutam | Előfutam | Elődöntő | Elődöntő | Elődöntő | Döntő   | Döntő    |
| Versenyző         | Versenyszám | Idő       | Hely.     | Össz.     | Idő      | Hely.    | Össz.    | Idő      | Hely.    | Össz.    | Idő     | Helyezés |
| ----------------- | ----------- | --------- | --------- | --------- | -------- | -------- | -------- | -------- | -------- | -------- | ------- | -------- |
| Guy Maganga Gorra | 100 m       | 10,61     | 2.        | 8.        | 10,77    | 8.       | 56.      | kiesett  | kiesett  | kiesett  | kiesett | kiesett  |

## Cselgáncs
Női
| Versenyző    | Versenyszám  | 32-es főtábla                   | Nyolcaddöntő      | Negyeddöntő       | Elődöntő          | Vigaszág elődöntő | Bronz- mérkőzés   | Döntő             | Helyezés |
| Versenyző    | Versenyszám  | Ellenfél Eredmény               | Ellenfél Eredmény | Ellenfél Eredmény | Ellenfél Eredmény | Ellenfél Eredmény | Ellenfél Eredmény | Ellenfél Eredmény | Helyezés |
| ------------ | ------------ | ------------------------------- | ----------------- | ----------------- | ----------------- | ----------------- | ----------------- | ----------------- | -------- |
| Sarah Mazouz | Félnehézsúly | Beata Pacut (POL) · 00(2)–10(1) | kiesett           | kiesett           | kiesett           | kiesett           | kiesett           | kiesett           | 17.      |

## Taekwondo
Férfi
| Versenyző     | Versenyszám | Nyolcaddöntő                | Negyeddöntő       | Elődöntő          | Vigaszág elődöntő | Bronz- mérkőzés   | Döntő             | Helyezés |
| Versenyző     | Versenyszám | Ellenfél Eredmény           | Ellenfél Eredmény | Ellenfél Eredmény | Ellenfél Eredmény | Ellenfél Eredmény | Ellenfél Eredmény | Helyezés |
| ------------- | ----------- | --------------------------- | ----------------- | ----------------- | ----------------- | ----------------- | ----------------- | -------- |
| Anthony Obame | Nehézsúly   | Ivan Trajkovič (SLO) · 5–26 | kiesett           | kiesett           |                   |                   |                   | 11.      |

## Úszás
Férfi
| Versenyző  | Versenyszám | Előfutam | Előfutam | Előfutam | Elődöntő | Elődöntő | Elődöntő | Döntő   | Döntő    |
| Versenyző  | Versenyszám | Idő      | Hely.    | Össz.    | Idő      | Hely.    | Össz.    | Idő     | Helyezés |
| ---------- | ----------- | -------- | -------- | -------- | -------- | -------- | -------- | ------- | -------- |
| Adam Mpali | 50 m gyors  | 27,66    | 1.       | 68.      | kiesett  | kiesett  | kiesett  | kiesett | kiesett  |

Női
| Versenyző | Versenyszám | Előfutam | Előfutam | Előfutam | Elődöntő | Elődöntő | Elődöntő | Döntő   | Döntő    |
| Versenyző | Versenyszám | Idő      | Hely.    | Össz.    | Idő      | Hely.    | Össz.    | Idő     | Helyezés |
| --------- | ----------- | -------- | -------- | -------- | -------- | -------- | -------- | ------- | -------- |
| Aya Mpali | 50 m gyors  | 32,24    | 6.       | 77.      | kiesett  | kiesett  | kiesett  | kiesett | kiesett  |